# Thersamonia militaris
Thersamonia militaris är en fjärilsart som beskrevs av Gary R. Graves 1925. Thersamonia militaris ingår i släktet Thersamonia och familjen juvelvingar. Inga underarter finns listade i Catalogue of Life.